# شعار النرويج
شعار النرويج يرجع إلى الثمانينيات من القرن الثالث عشر، حينما تمت إضافة فأس القديس أولاف وتاجه إلى الأسد.